# 棺材疙瘩墓群
棺材疙瘩墓群，位于中国甘肃省民勤县，为一个省级文物保护单位，类型为古墓葬。
棺材疙瘩墓群的历史年代为汉代。